# Zarząd Budynków Komunalnych w Krakowie
Zarząd Budynków Komunalnych w Krakowie, ZBK – organ samorządu Krakowa, powołany w celu zarządzania lokalami mieszkalnymi oraz użytkowymi należącymi do Gminy Miejskiej Kraków.
Zarząd Budynków Komunalnych w Krakowie został powołany do istnienia na mocy Uchwały Nr X/98/94 Rady Miasta Krakowa z dnia 21 grudnia 1994 r. w sprawie utworzenia zakładu budżetowego pod nazwą „Zarząd Budynków Komunalnych” w Krakowie.
Do głównych zadań Zarządu należy sprawowanie zwykłego zarządu budynkami mieszkalnymi i użytkowymi, wraz z terenami niezbędnymi dla prawidłowego i racjonalnego korzystania z tych budynków oraz urządzeń, stanowiącymi własność lub współwłasność: Gminy Miejskiej Kraków, Skarbu Państwa – na podstawie odrębnych przepisów, osób fizycznych nieznanych z miejsca pobytu, dla których nie ustanowiono kuratora, a w szczególnie uzasadnionych przypadkach, po uzyskaniu zgody Prezydenta Miasta, także innych podmiotów niż wymienione powyżej.

## Dyrektorzy
Źródło: BIP
- Dyrektor – Katarzyna Zapał
- Zastępca Dyrektora ds. Finansowych – Robert Talarek
- Zastępca Dyrektora ds. Technicznych – Marcin Paradyż
- Zastępca Dyrektora ds. Eksploatacji – Anita Wójcik[2]